# Episodi di The Killing (serie televisiva 2007) (terza stagione)
La terza e ultima stagione della serie televisiva The Killing (Forbrydelsen) è stata trasmessa in prima visione assoluta in Danimarca da DR1 dal 23 settembre al 25 novembre 2012.
In Italia la stagione è andata in onda sul canale satellitare Sky Atlantic dal 30 dicembre 2015 al 24 febbraio 2016.
| nº | Titolo originale | Prima TV Danimarca | Prima TV Italia  |
| -- | ---------------- | ------------------ | ---------------- |
| 1  | Episode 1        | 23 settembre 2012  | 30 dicembre 2015 |
| 2  | Episode 2        | 30 settembre 2012  | 6 gennaio 2016   |
| 3  | Episode 3        | 7 ottobre 2012     | 13 gennaio 2016  |
| 4  | Episode 4        | 14 ottobre 2012    | 20 gennaio 2016  |
| 5  | Episode 5        | 21 ottobre 2012    | 27 gennaio 2016  |
| 6  | Episode 6        | 28 ottobre 2012    | 3 febbraio 2016  |
| 7  | Episode 7        | 4 novembre 2012    | 10 febbraio 2016 |
| 8  | Episode 8        | 11 novembre 2012   | 17 febbraio 2016 |
| 9  | Episode 9        | 18 novembre 2012   | 24 febbraio 2016 |
| 10 | Episode 10       | 25 novembre 2012   | 24 febbraio 2016 |